# Cryptoperla kali
Cryptoperla kali är en bäcksländeart som beskrevs av Bill P.Stark 1989. Cryptoperla kali ingår i släktet Cryptoperla och familjen Peltoperlidae. Inga underarter finns listade i Catalogue of Life.